# أيل خنزيري هندي
أيل خنزيري هندي هو نوع أيل صغير الحجم يعيش في سهل الغانج الهندي بباكستان، شمال الهند، نيبال، بنغلاديش وجنوب شرق آسيا.